# فولكسستورمان

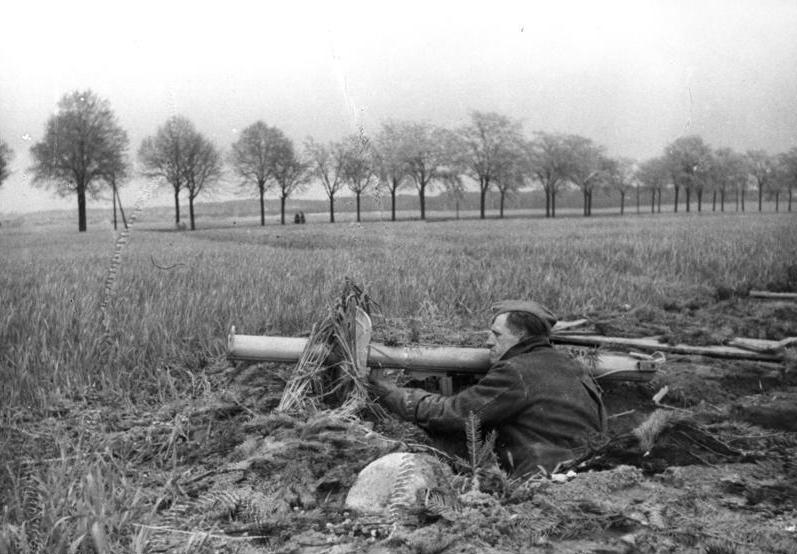
فولكسستورمان مستخدما بانزرشريك في برلين، أبريل 1945

فولكسستورمان رتبة شبه عسكرية في فولكسستورم، وهي ميليشيا ألمانية أنشئت للدفاع عن الوطن الألماني في الأشهر الأخيرة من الحرب العالمية الثانية. لا تحمل رتبة فولكسستورمان زيًا خاصًا أو شارة خاصة، وقد تم الاحتفاظ باللقب من قبل أي شخص عمل في فولكسستورم. الرتبة التالية لفولكسستورمان كانت جروبنفهرر (العريف).
تعتمد جهود ألمانيا النازية الأخيرة للدفاع عن الوطن الأم خلال الحرب العالمية الثانية على رتب فولكسستورم. استغرقت Volkssturm، أو «عاصفة الناس»، أي شخص أو رجل أو ولد قادر، يتراوح عمره بين 15 و65 عامًا. في معظم الحالات، ضم فولكسستورم رجالًا مسنًين وشباب لهتلر. لسوء الحظ، بالنسبة لألمانيا النازية، كان فولكسستورم قوة غير فعالة لم تكن مجهزة بشكل جيد أو مدربة أو حتى منضبطة.
في الأشهر الأخيرة من الحرب العالمية الثانية، كانت قوات فولكسستورمان هي الأبرز على طول الدفاعات في نهر الراين وخلال معركة برلين. على الرغم من أن استخدام فولكسستورمان كان مؤشرا واضحا على دولة مهزومة، إلا أن الدعاية النازية كانت تمجد «العاصفة الشعبية» كقوة ستقلب التيار عسكريا. كان هتلر أعلن أنه على الرغم من أن الإمبراطورية النازية التي كانت شاسعة ذات يوم قد تضاءلت، إلا أنه لا يمكن اختراق الوطن الأم. كما ساهم جوزيف غوبلز بشكل كبير في الدعاية النازية. دعت خطب جوبلز الشعب الألماني إلى حمل السلاح خلال الأشهر الأخيرة من الحرب العالمية الثانية.

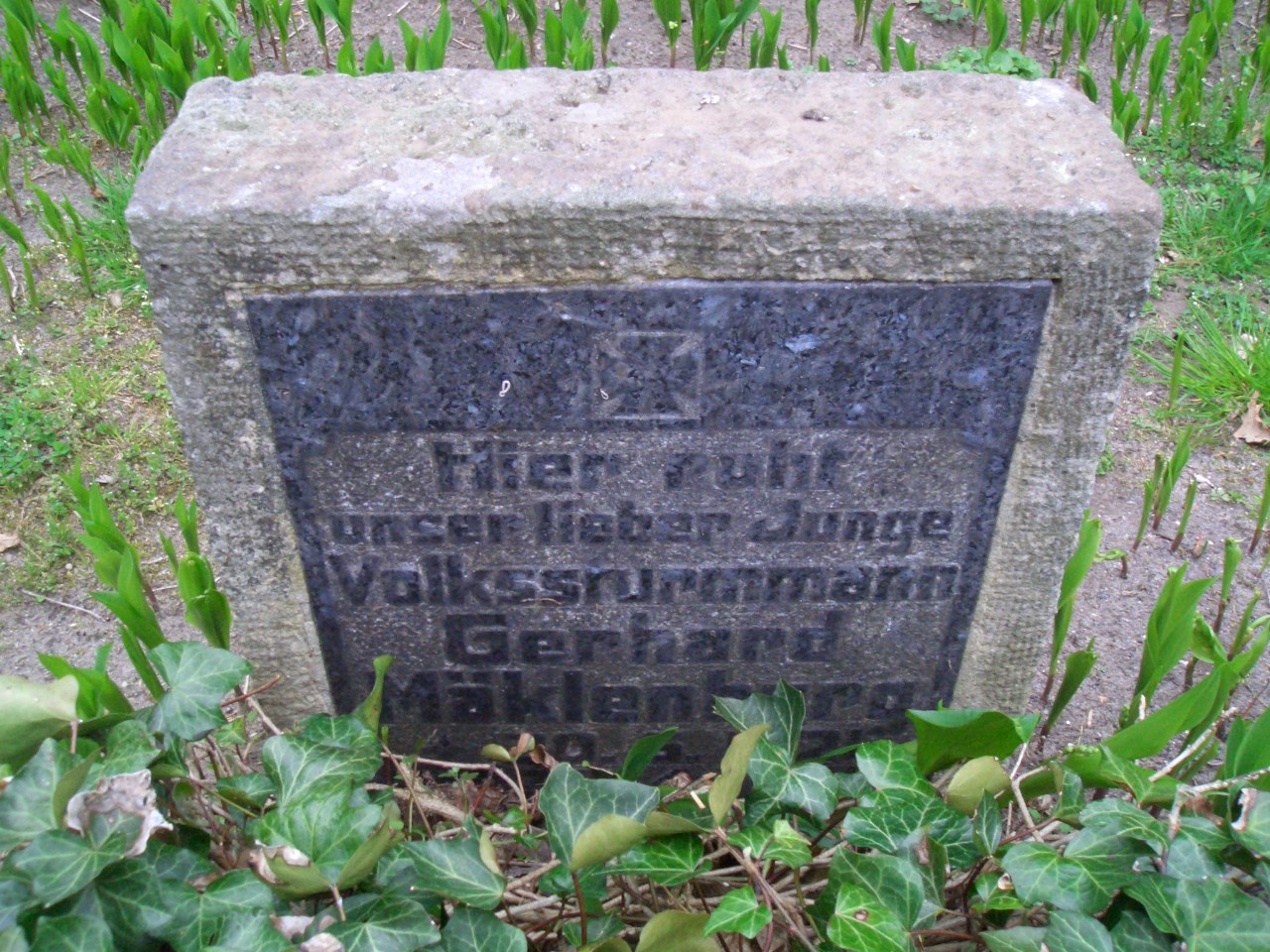
شاهد قبر فولكسستورمان في برلين، قتل أثناء القتال في 30 أبريل 1945

كان الهدف الرئيسي لفولكسستورمان هو وقف تقدم قوات التحالف. خلال الأشهر الأخيرة من الحرب العالمية الثانية، واجهت الجبهة الغربية القوات الأمريكية والبريطانية بينما واجهت الجبهة الشرقية الجيش السوفيتي. بحلول عام 1945، وصلت كل من الجبهتين الغربية والشرقية إلى ألمانيا أو دخلت إليها. نظرًا لأن هدف فولكسستورمان هو وقف تقدم مشاة العدو والقوات المدرعة، تم تدريب فولكسستورمان على استخدام بانزر فاوست، سلاح مضاد للدبابات، والمدفع الرشاشة. كان استخدام هذه الأسلحة بسيطًا ويتطلب تدريبًا قليلًا. علاوة على ذلك، فإن بانزر فاوست والمدافع الرشاشة كانت بعض من الأسلحة الأخيرة التي كانت تمتلكها آلة الحرب الألمانية بكميات هائلة.
على الرغم من تمجيدهم من قبل الحزب النازي كمدافعين عن الوطن الأم، إلا أن فولكس ستورم كانت محاولة ألمانيا الفاشلة لتجديد قواتها المستنفدة. حمل الأجداد والأولاد السلاح وقاتلوا حتى الموت اعتقادا منهم أنه في الأشهر الأخيرة من الحرب، كان النصر النهائي لا يزال ممكنا. استمرت خيبة الأمل في هذه الحرب وأسست فولكسستورمان باسم «جيش الشعب».